# Guichard Tavelli
Guichard Tavel ou Tavelli est un prince-évêque de Sion entre 1342 et 1375. Il rachète le château de la Majorie le 15 janvier 1373 afin d'en faire la nouvelle résidence épiscopale. Il est assassiné à la suite d'un conflit avec la famille de la Tour.

## Assassinat
Il fut assassiné le 8 août 1375 par Antoine de la Tour, le fils de Pierre de la Tour (seigneur de Niedergesteln) qui désirait se libérer de l'autorité épiscopale. Le meurtre eut lieu à la résidence de Tavelli, au château de la Soie à Savièse. Les hommes d'Antoine s'introduisirent dans le château de Tavelli alors que celui-ci se trouvait dans son jardin et le jetèrent du haut de la colline bordée de rochers. Les alliés d'Antoine de la Tour désapprouvèrent avec véhémence cet acte et se tournèrent vers Pierre de Rarogne. Cette nouvelle alliance signa la fin de l'influence de la famille de la Tour dont les possessions — dans le Haut-Valais, ainsi que le Château des Vidomnes — furent détruites. 